# ائومیر
ائومیر (انگلیسی: Éomer) یک شخصیت خیالی در سرزمین میانه جی آر آ. ر ت. الک. ین است. او در ارباب حلقه‌ها به عنوان رهبر سواران روهان ظاهر می‌شود که به عنوان سواره نظام در ارتش گوندوراخدمت می‌کنند و علیه موردور می‌جنگند.